# Liste der Monuments historiques in Perrigny-lès-Dijon
Die Liste der Monuments historiques in Perrigny-lès-Dijon führt die Monuments historiques in der französischen Gemeinde Perrigny-lès-Dijon auf.

## Liste der Objekte
| Bezeichnung               | Beschreibung                                                                | Standort                      | Kennzeichnung | Schutzstatus | Datum | Bild |
| ------------------------- | --------------------------------------------------------------------------- | ----------------------------- | ------------- | ------------ | ----- | ---- |
| Skulptur Heiliger Andreas | Kalkstein, 15. Jahrhundert                                                  | in der Kirche St-André (Lage) | PM21001714    | Classé       | 1931  |      |
| Hauptaltar                | Altartisch und Retabel; Holz, farbig gefasst und vergoldet, 17. Jahrhundert | in der Kirche St-André (Lage) | PM21003365    | Inscrit      | 1972  |      |
| Triebwagen X 4039         | Triebwagen der Baureihe X 3800, 1961 gebaut                                 | im Bahnbetriebswerk (Lage)    | PM21007130    | Inscrit      | 2023  |      |
| Triebwagen X 3886         | Triebwagen der Baureihe X 3800, 1953 gebaut                                 | im Bahnbetriebswerk (Lage)    | PM21007131    | Inscrit      | 2023  |      |